# Gobiopsis arenaria
Gobiopsis arenaria är en fiskart som först beskrevs av Snyder, 1908.  Gobiopsis arenaria ingår i släktet Gobiopsis och familjen smörbultsfiskar. Inga underarter finns listade i Catalogue of Life.